# Xenia Dyakonova
Xènia Dyakonova (en ruso: Ксения Дьяконова; San Petersburgo, 1985) es una poeta, traductora, crítica literaria y profesora de escritura.

## Biografía
Comienza a escribir poesía siendo muy pequeña y aparece en varios programas infantiles y juveniles de radio y televisión de su ciudad natal. En 1999 se trasladó a España y se estableció en Cataluña, donde se licenció en Teoría de la literatura y Literatura comparada en la Universidad de Barcelona. Desde 2004 es profesora de humanidades y de lengua y literatura rusa de la Escuela de Escritura del Ateneo Barcelonés.
A partir de 2001 publica numerosas selecciones de poemas en las revistas literarias de San Petersburgo y Moscú y en 2003 publica su poemario Моя жизнь без меня (Mi vida sin mí) en la editorial San Petersburgo-siglo XXI, con prólogo de Aleksandr Kushner, y en 2007, un segundo libro de poemas, Каникулы (Vacaciones), en la editorial Gelikon-Plius.
Dyakonova ha traducido al catalán novelas, ensayos, poemas y artículos periodísticos de varios autores, entre los que destacan Anton Chéjov, Anna Politkovskaya y Alexander Kushner. De este último autor tradujo diez poemas que fueron editados por Café Central en una plaquette, después de que el poeta participara en Kosmopolis 2006 en Barcelona. También ha colaborado en la traducción de antologías de poesía catalana moderna al ruso, a cargo de la Universidad Estatal de San Petersburgo y, junto con José Mateo Martínez, es cotraductor al castellano del Catálogo de novedades cómicas de Lev Rubinstein (Zonabook, 2007). Es traductora de distintas editoriales como Laertes o Lleonard Muntaner, así como en distintos medios de comunicación en Cataluña.